# Taracticus nigrimystaceus
Taracticus nigrimystaceus là một loài ruồi trong họ Asilidae. Taracticus nigrimystaceus được Williston miêu tả năm 1901. Loài này phân bố ở vùng Tân nhiệt đới.